# Hay Shire
Hay Shire är en kommun i Australien. Den ligger i delstaten New South Wales, i den sydöstra delen av landet, omkring 590 kilometer väster om delstatshuvudstaden Sydney. Antalet invånare var 2 946 vid folkräkningen 2016.
Följande samhällen finns i Hay:
- Hay
- Booligal
- Maude